# Nobleza mexicana

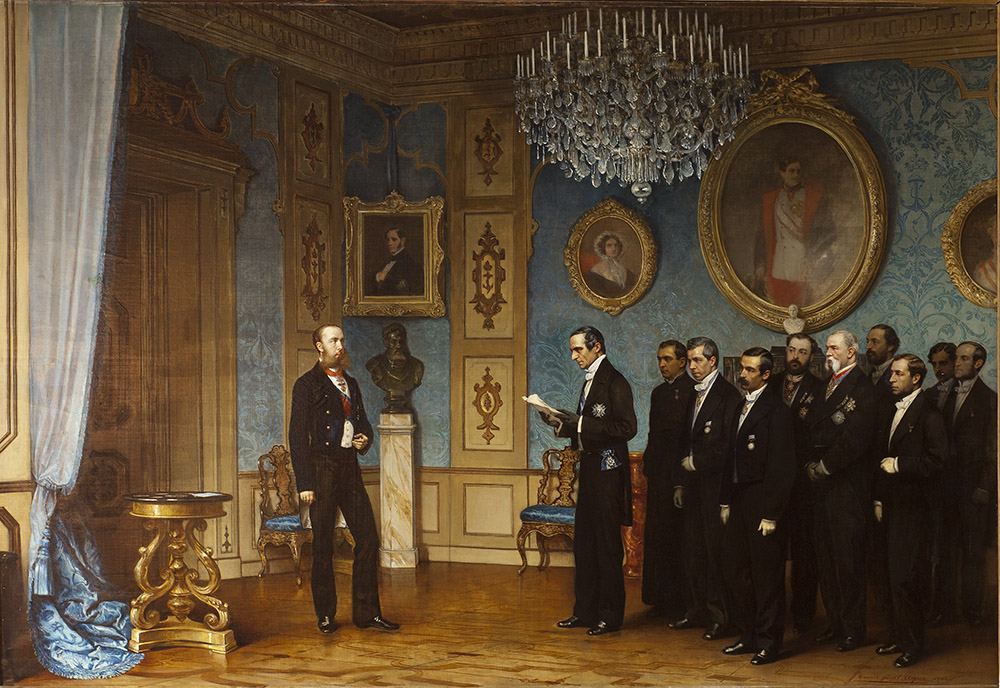
Comisión del Partido Conservador ofrece la corona mexicana del Segundo Imperio Mexicano al archiduque Maximiliano de Habsburgo en 1863. Era descendiente de los anteriores gobernantes Habsburgo de Nueva España (México).

La nobleza mexicana ha sido una nobleza hereditaria de México, con privilegios y obligaciones específicas, determinadas por las particularidades de los diversos sistemas políticos que históricamente gobernaron el territorio mexicano.
El término se utiliza en referencia a varios grupos a lo largo de toda la historia de México, desde familias indígenas anteriormente gobernantes de los estados precolombinos del México actual, hasta familias nobles mexicanas de ascendencia española (así como mestiza ) y otros europeos, que incluyen conquistadores y sus descendientes (ennoblecidos por el rey Felipe II en 1573), familias nobles de México sin títulos y antiguos poseedores de títulos de nobleza adquiridos durante el Virreinato de la Nueva España (1521-1821), el Primer Imperio mexicano (1821-1823), y el Segundo Imperio mexicano (1862–1867); así como los portadores de títulos y otras prerrogativas nobiliarias otorgadas por potencias extranjeras, que se hayan relacionado con México (nobles extranjeros en México, o mexicanos que obtuvieron títulos de noblezas europeas por matrimonios u otros servicios).
La Constitución Política de México prohíbe al Estado reconocer títulos nobiliarios desde 1917. Los actuales Estados Unidos Mexicanos no expide ni reconoce títulos de nobleza ni prerrogativas y honores hereditarios. Sin embargo, de manera informal, la aristocracia mexicana sigue siendo parte de la cultura mexicana y su sociedad jerárquica.

## Nobleza indígena mexicana

### Nobleza prehispánica

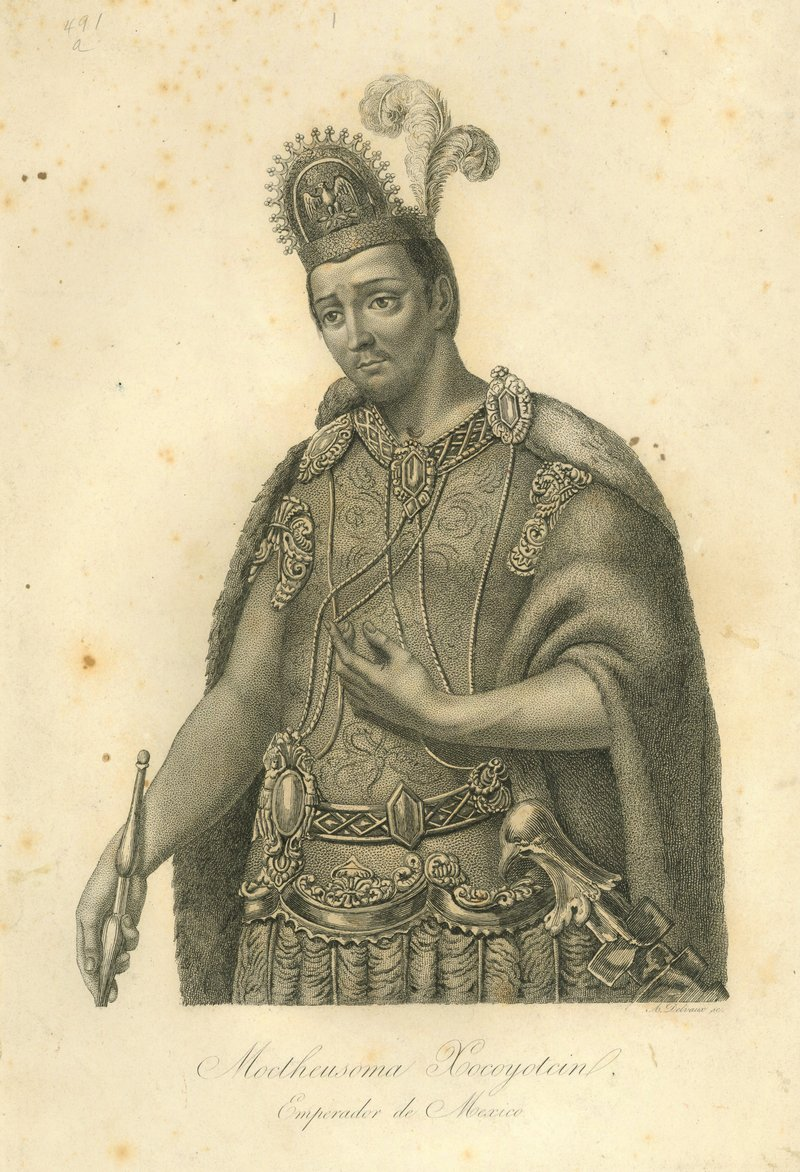
Representación de Weyi Tlahtoani, o emperador Moctezuma II de los mexicas

Los mexicas, mayas, olmecas, zapotecos, mixtecos, purépechas, tlaxcaltecas y muchos otros pueblos indígenas del México actual desarrollaron fuertes sociedades jerárquicas basadas en privilegios y obligaciones hereditarios que se transmitían a los individuos en relación con los roles históricos desempeñados por sus antepasados en la política, la guerra y la religión. La sociedad estaba firmemente dividida entre las élites gobernantes y las masas gobernadas, haciendo uso a menudo de títulos reales específicos como Tlatoani, Tlatoque o Cazonci, en referencia a gobernantes y miembros de familias gobernantes. La organización de los miembros de las familias nobles en órdenes militares (como los guerreros águila y jaguar), así como en funciones políticas (como los calpixques), derivó en el establecimiento de una aristocracia hereditaria con características similares a las que se encuentran en otras partes del mundo, utilizando frecuentemente títulos como el de Pipiltin o Pilli en referencia a individuos de linaje noble.

### Nobleza virreinal

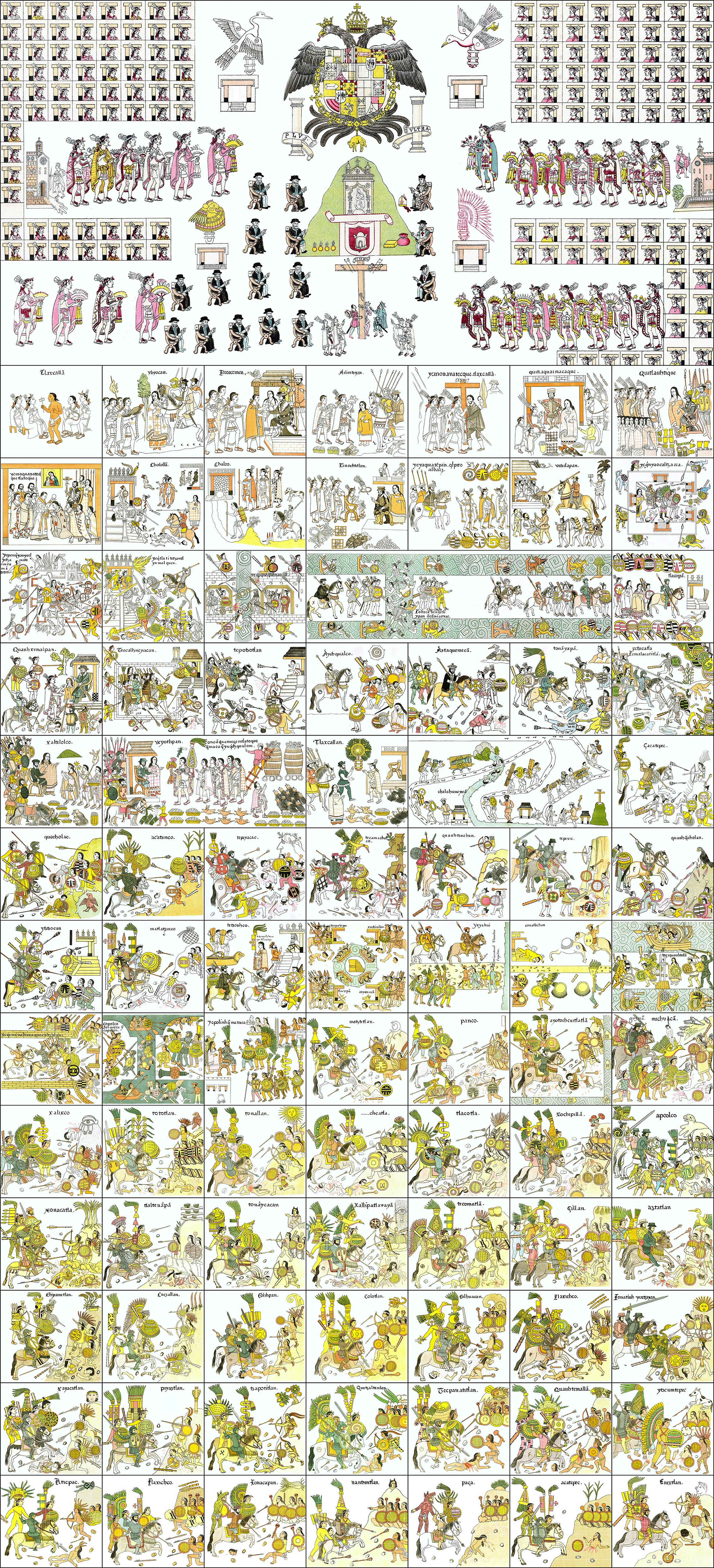
El Lienzo de Tlaxcala fue encargado por los gobernantes tlaxcaltecas para exigir el reconocimiento de sus privilegios por parte del nuevo régimen.

Cuando los españoles llegaron por primera vez al México actual (1518), los gobernantes y nobles indígenas encabezaron la defensa de sus territorios contra los invasores, poco después de firmar tratados de paz y alianzas para asegurar la supervivencia de su pueblo. En este proceso, muchos pueblos indígenas terminaron participando en las conquistas militares del Imperio español (Indios auxiliares), obteniendo el reconocimiento de sus antiguos privilegios así como otros nuevos por sus méritos en la conquista de América. De acuerdo con la tradición española bajo la dinastía de los Habsburgo, la Corona de Castilla reconoció la organización social preexistente de los pueblos nativos y asimiló a sus antiguas élites al nuevo régimen, ofreciéndoles a menudo las mismas condiciones que los nobles de origen español. De esta manera, los españoles respetaron los sistemas nativos y los ampliaron, dando lugar en ocasiones a muchas uniones entre la nobleza azteca y española.

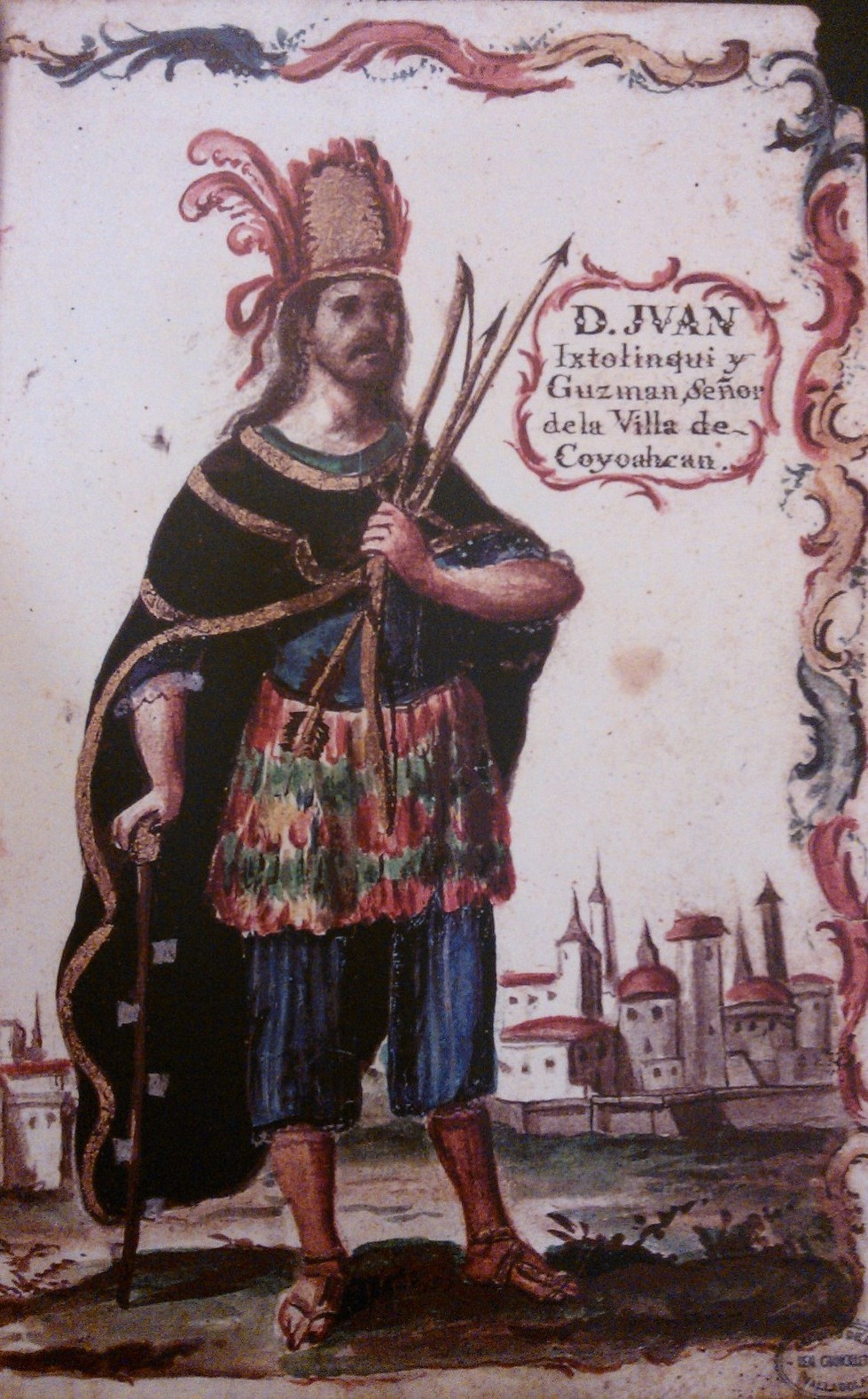
Retrato de Juan Ixtolinque, señor de Coyoacán bajo el dominio español

Durante el dominio español, los nobles indígenas eran denominados caciques (término importado de las Antillas), manteniendo relevancia política como gobernantes de las «repúblicas de indios» (estados indígenas autónomos), además de recibir acceso a instituciones educativas (como los Colegios Jesuitas, Colegios de caciques y la Real y Pontificia Universidad de México), así como acceder a instituciones españolas de nobleza organizada (como las órdenes militares españolas). En la época, los conventos religiosos estaban destinados a grupos sociales y étnicos específicos, siendo los conventos de indias cacicas algunos de los más privilegiados (como el convento del Corpus Christi en la Ciudad de México). Sin embargo, las leyes de sucesión de la tradición española permearon lentamente las tradiciones amerindias, alterando el acceso a esta clase de élite a los descendientes patrilineales de los antiguos gobernantes, en oposición a la descendencia lineal mixta de sus antiguas tradiciones.

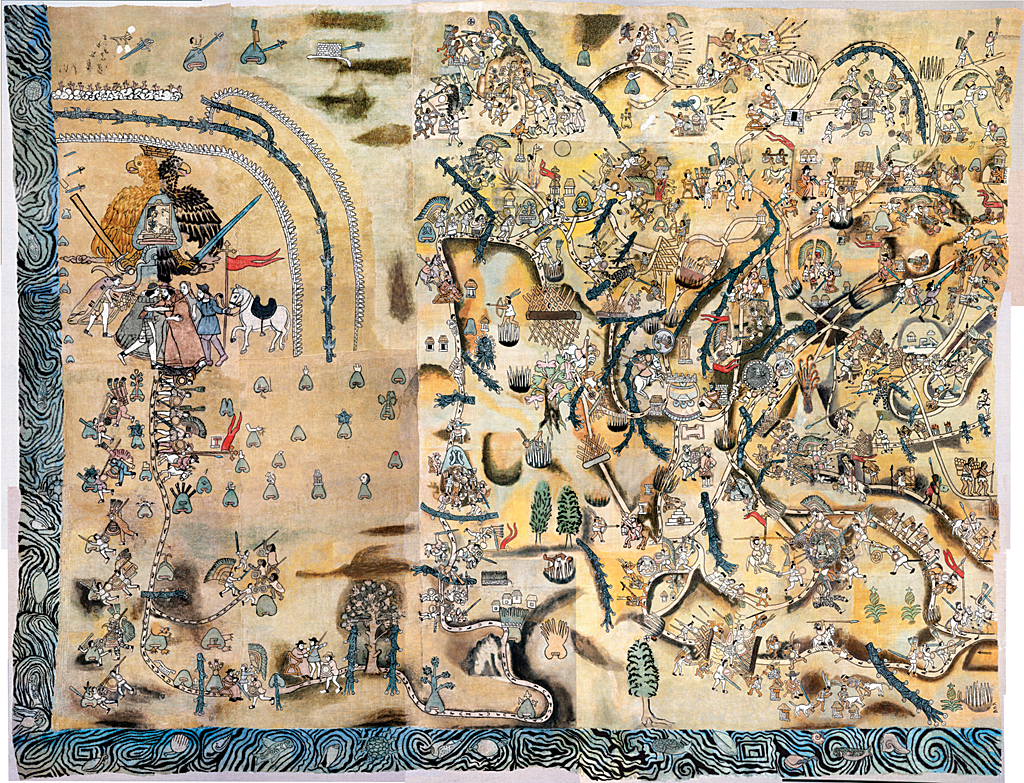
El "Lienzo de Quauhquechollan" representa la conquista de Guatemala por la alianza entre los gobernantes quauhquechollan y las fuerzas de Jorge de Alvarado.

Si bien numerosas familias e individuos indígenas fueron reconocidos como nobles por la Corona de Castilla, ciertas poblaciones que fueron especialmente activas en la conquista y colonización de lo que luego se conoció como la Nueva España también se distinguieron con nobleza colectiva, esto incluía a los pueblos tlaxcaltecas y Quauhquecholanes, quienes colectivamente obtuvieron la condición de hidalgos, privilegio que sólo habían recibido los vascos de la Península ibérica. Muchos de estos nobles se reasentaron en el oeste y el norte de México para ayudar a pacificar a las tribus allí.
Algunos nobles amerindios, como la familia mixteca Villagómez, se encontraban entre los terratenientes más ricos de la Nueva España, conservando su identidad mixteca, hablando la lengua mixteca e incluso conservando una colección de valiosos documentos mixtecos. Sin embargo, la mayoría de los nobles indígenas perdieron sus privilegios con la caída del Imperio español,  perdiendo todo reconocimiento, como ocurre con todos los nobles mexicanos, con el nacimiento de la moderna República Mexicana.

#### La Casa Imperial de Moctezuma

El escudo de armas de los duques de Moctezuma de Tultengo (grandes de España), vizcondes de Iluacán y marqueses de Tenebrón. Está formado por las armas combinadas autorizadas por los reyes de España a determinadas líneas de descendencia de Moctzeuma II en distintas fechas.

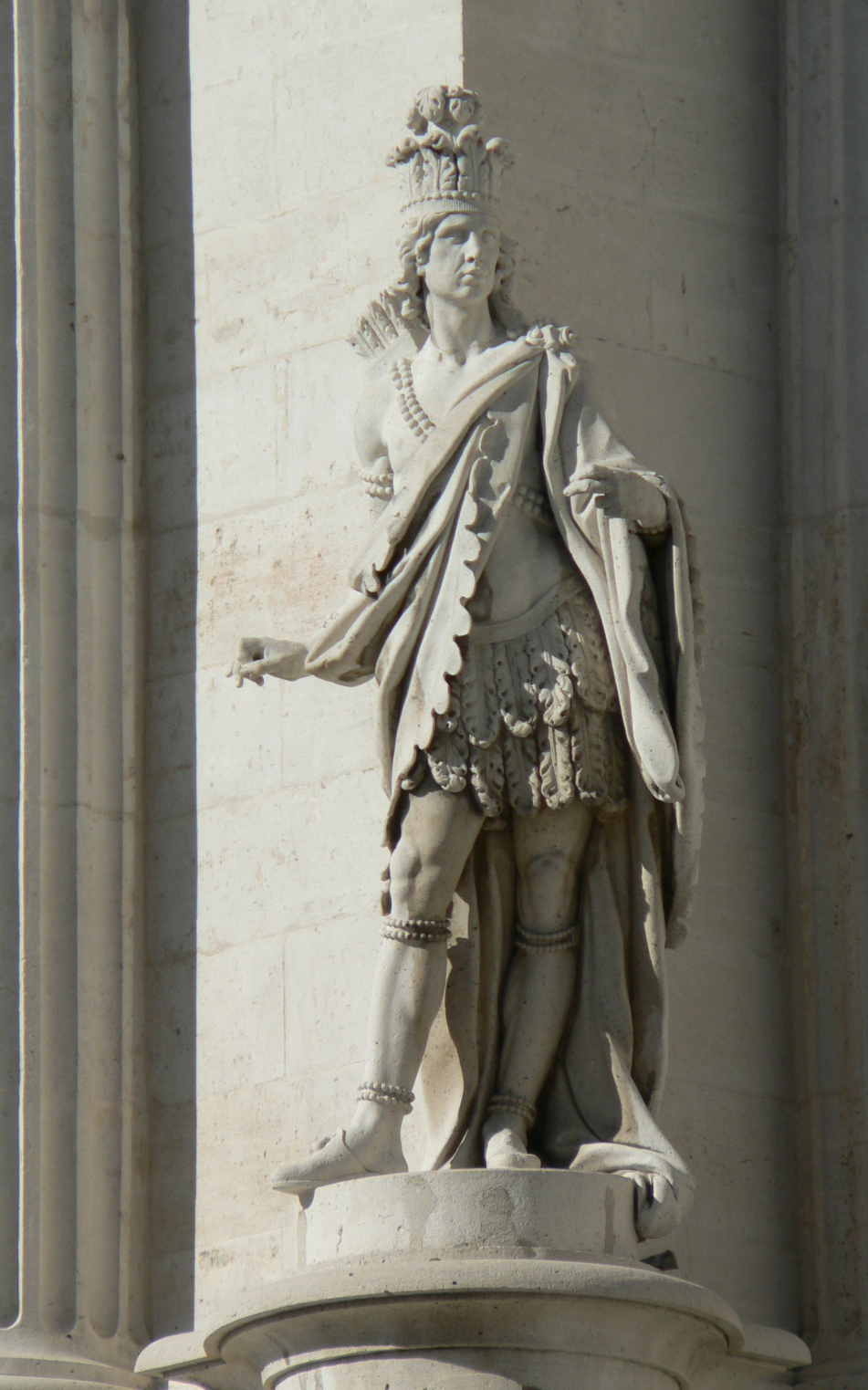
Estatua del Emperador Moctezuma II, tallada en el Palacio Real de Madrid en España.

Entre los descendientes de los gobernantes precolombinos del México actual que recibieron distinciones especiales bajo el dominio español, ninguno fue más privilegiado que los descendientes del emperador Moctezuma II de los mexicas, que fueron parte de la alta nobleza. 
El hijo del emperador, Pedro de Moctezuma Tlacahuepan, formó un mayorazgo y se estableció en Sevilla, donde su nieto mayor recibió los títulos de Conde de Moctezuma (posteriormente elevado a duque de Moctezuma, grande de España, pasando a formar parte de la nobleza española), vizconde de Ilucán, señor de Monterrojano, así como la investidura como caballero de la Orden de Santiago. En 1696, el esposo de la III condesa de Moctezuma (José Sarmiento Valladares) fue nombrado virrey de la Nueva España, siendo creado duque de Atrisco (o Atlixco) en 1704.
Otros miembros históricos de la familia incluyen a Isabel de Moctezuma, Manuel Holgado-Moctezuma, I marqués de Moctezuma, María Isabel de Moctezuma, I marquesa de La Liseda, Vicente de Moctezuma, IX marqués de Cerralbo, Pedro Tesifón de Moctezuma (caballero de la Orden de Santiago), Joaquín Gines de Oca Moctezuma y Mendoza (que recibió la grandeza de España por Carlos III de España). Es de notar que la Casa de Moctezuma llegó a codearse con las grandes casas nobiliarias de España, entablando relaciones familiares con esas; como ejemplo, de María Isabel Francisca de Zaldívar y Castilla, descendiente del Tlatoani como de Pedro I de Castilla. Solo ellos y la Casa real incaica (con los Borja-Loyola Inca) llegarían a tener estos fuertes niveles de prestigio en la alta nobleza del Imperio español.
El actual Reino de España todavía reconoce legalmente todos estos títulos, a pesar de que la República Mexicana se opone a todo reconocimiento. Además de los títulos y otros privilegios el rey Carlos I de España, también emperador Carlos V del Sacro Imperio Romano Germánico) ofreció a los descendientes del emperador Moctezuma II una compensación de quinientos ducados a pagar cada año a perpetuidad por el uso de la capital de fuentes de agua y madera en su finca privada en la Ciudad de México. Este pago recién fue interrumpido en 1938 durante la presidencia de Abelardo L. Rodríguez, siendo impugnado hasta el día de hoy por la condesa de Miravalle y otros descendientes notables. De esta familia es descendiente el actual embajador de México en los Estados Unidos de América, Esteban Moctezuma.

## Nobleza Criolla Novohispana

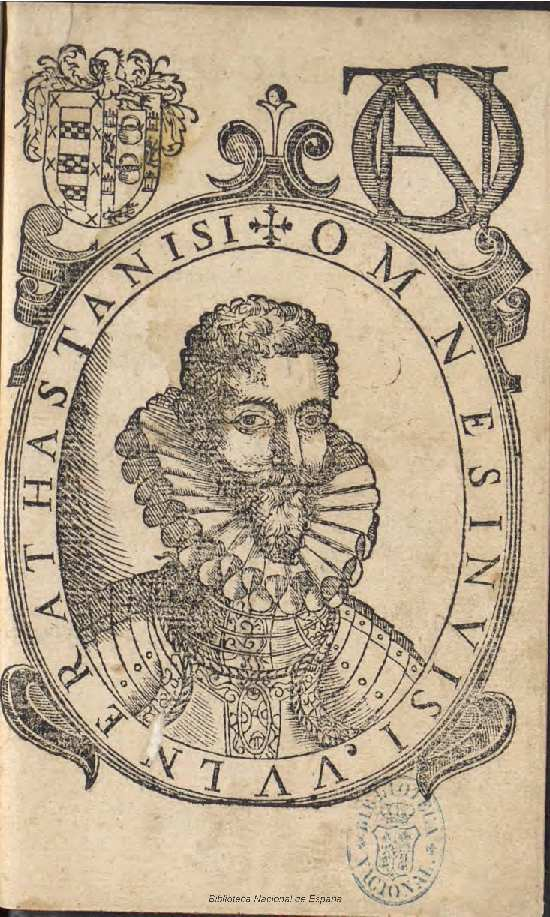
Antonio de Saavedra Guzmán, el primer poeta nacido en América que ha sido publicado, fue un noble mexicano sin título.

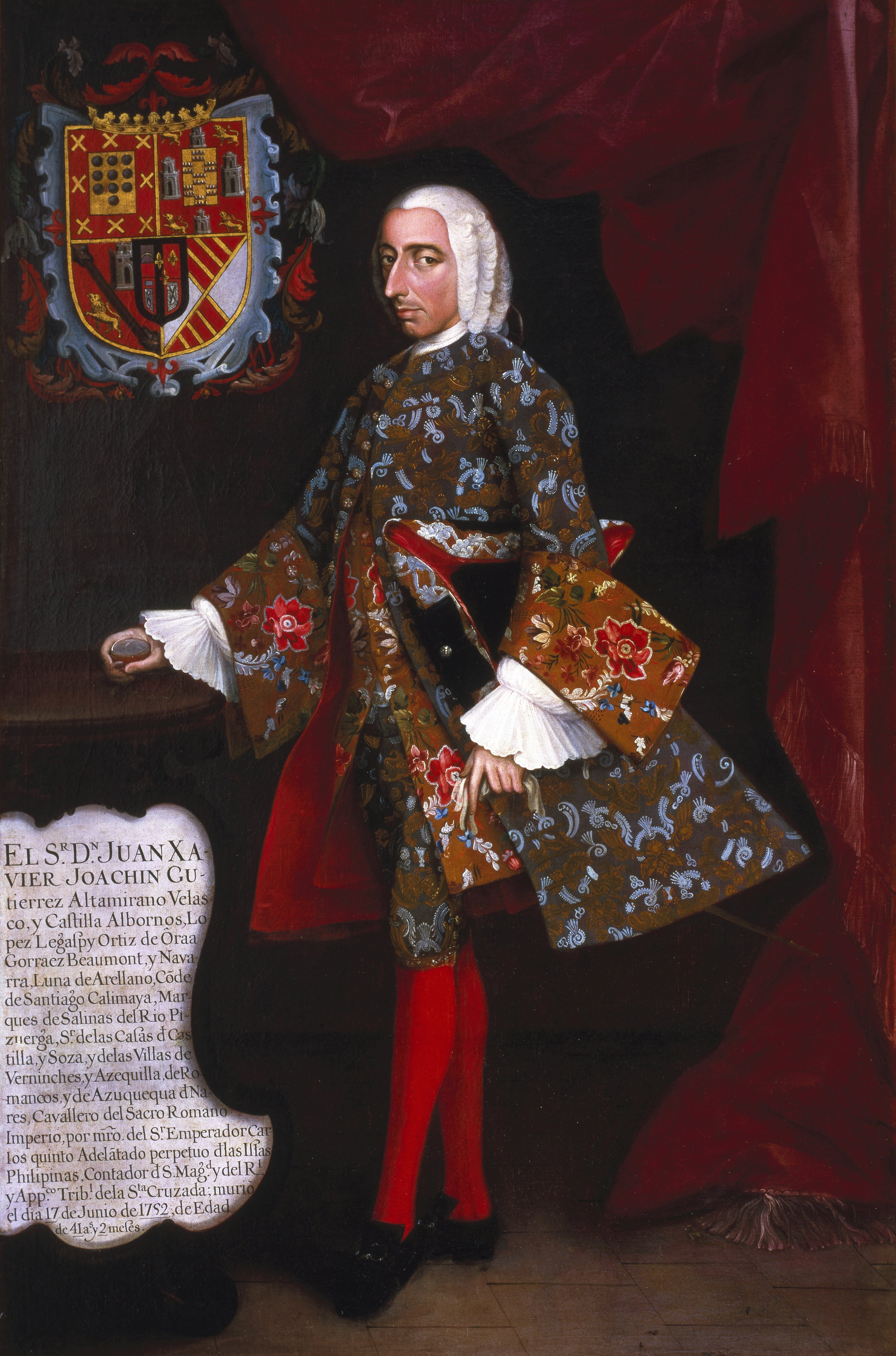
Retrato de "Don Juan Javier Joaquín Gutiérrez-Altamirano de Velasco y Castilla, Albornoz, López de Legazpi, Ortiz de Oraa y Navarra Luna de Arellano, Conde de Santiago de Calimaya, marqués de Salinas del Río Pisuerga, adelantado perpetuo y hereditario de Las Filipinas, etc. de Miguel Cabrera (Colección del Museo de Brooklyn)

### Nobleza de Indias
La conquista española del actual México trajo consigo la implementación de su sistema político, religioso, económico y social, que incluía la división legal de la sociedad entre nobles y plebeyos («sociedad estamental», véase Estados del reino), un sistema que subsistió durante todo el dominio español (en la España actual la distinción no fue abolida hasta la segunda mitad del siglo XIX). Además de las familias preexistentes pertenecientes a la antigua nobleza indígena, se agregaron otras nuevas, incluidas familias europeas cuya nobleza era preexistente antes de su llegada a las Américas, y otras cuya nobleza se ganó gracias a los medios disponibles de la época, incluyendo la participación en la conquista, fundación y poblamiento de «Indias» (según lo determinado en las Ordenanzas de Felipe II|Ordenanzas de Segovia]], promulgadas por el rey Felipe II en 1573). 
En este proceso, los conquistadores, fundadores, primeros pobladores y sus descendientes por líneas paternas y maternas, recibieron el reconocimiento de la misma condición noble que sus homólogos europeos e indígenas («hijosdalgo y personas nobles de linaje y solar conoçido» ), formando un grupo diverso y élite multicultural que ha sido conocida por los historiadores como «Nobleza de Indias». Los nobles de ambas extracciones étnicas compartían el poder territorial, político y militar, y participaban juntos en ceremonias religiosas y públicas; sin embargo, los matrimonios entre ambos grupos eran raros después del siglo XVI, y ambas unidades respondían a diferentes intereses y un conjunto único de tradiciones. En la mayoría de los casos, la «clase noble» estaba formada por hidalgos provinciales de origen español que ostentaban el poder político y militar local y cuyas fortunas variaban mucho de un territorio a otro, dependiendo de los recursos locales y las oportunidades de producción y comercio.

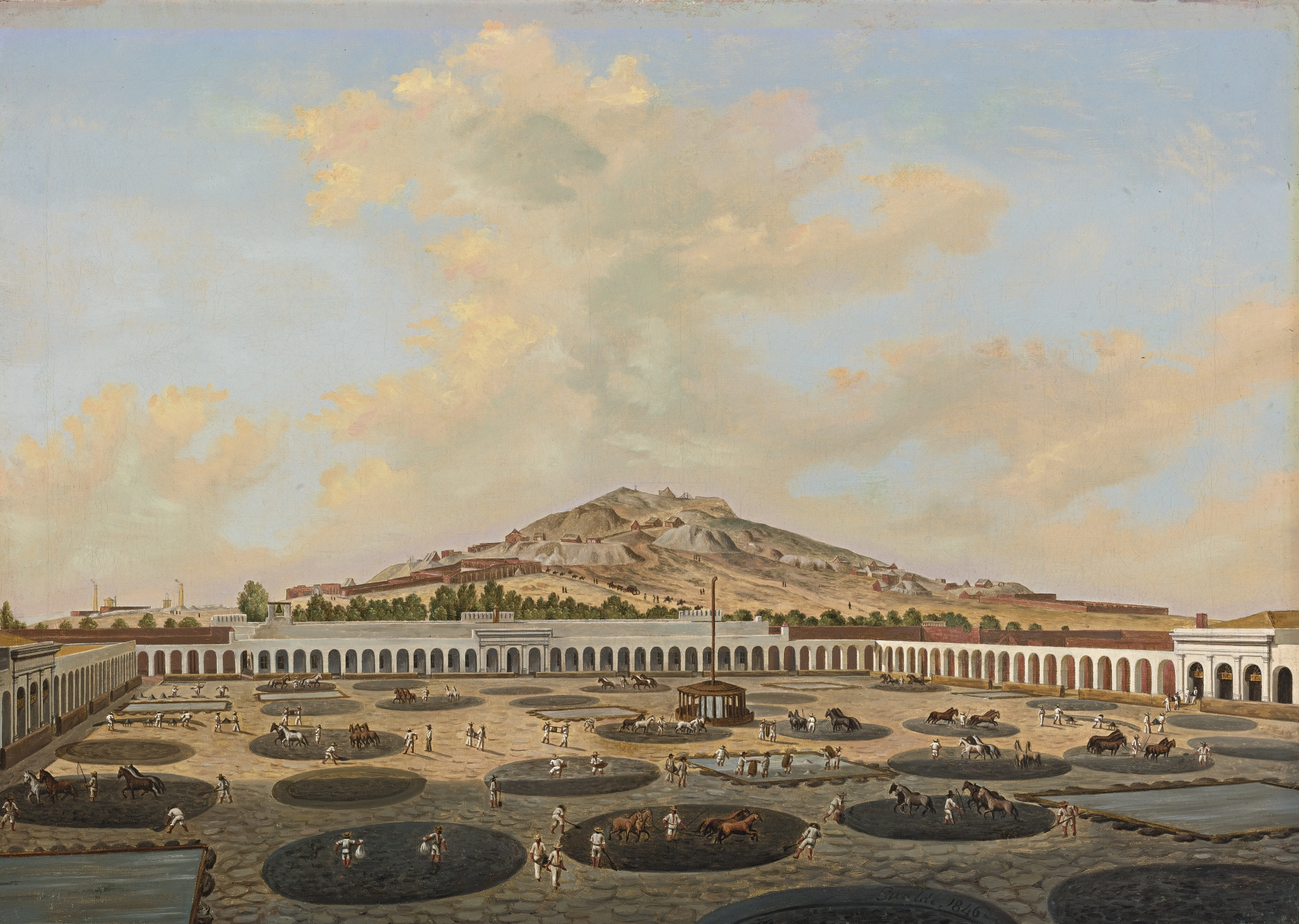
La Hacienda de Proaño en Zacatecas aplicando el proceso de extracción de plata del Patio inventado por Bartolomé de Medina, que convirtió a los dueños de minas de la Nueva España en algunos de los pueblos más ricos de los siglos y.

La hacienda era el símbolo arquetípico del poder de la «Nobleza de Indias», aunque algunos nobles aún más privilegiados poseían también palacios urbanos así como extensas haciendas ganaderas y minas (en el siglo XVIII, minas de plata en la Nueva España había superado a los peruanos como los más productivos del mundo). Las complejidades de esta sociedad fueron descritas por el científico y explorador prusiano Alexander von Humboldt en su Ensayo político del Reino de la Nueva España.

### Títulos nobiliarios y títulos de caballero
La mayoría de los nobles tenían el estatus de hidalgos (nobles sin título), mientras que a un número no mayor de ciento veinte personas se les concedieron títulos de nobleza de mayor rango durante los trescientos años de dominio español conocidos entonces como «títulos de Castilla», incluidas las de vizconde, conde, marqués y duque. El título de señor (equivalente al lord británico) fue utilizado a menudo de manera informal por los poseedores de encomiendas, especialmente durante el siglo XVI, aunque no hay pruebas de que tal título alguna vez haya sido otorgado explícitamente por la Corona. Las caballerías de las órdenes militares españolas (Orden de Santiago, Alcántara, Calatrava y Montesa) también se concedían a miembros de la nobleza, y eran menos raras a finales del siglo XVIII, aunque no podían considerarse del todo comunes. También existían caballeros de órdenes de nobleza extranjeras (como la Orden de San Juan o la Orden de Cristo), pero aún más raros que sus equivalentes españoles.
El primer título otorgado a un poblador en el reino de la Nueva España fue el de marqués del Valle de Oaxaca, recibido por el conquistador Hernán Cortés, quien también fue nombrado caballero de la Orden de Santiago. Posteriormente otros recibieron distinciones similares, entre ellos Rodrigo de Vivero, capitán general, que fue nombrado conde del Valle de Orizaba; Pedro Tesifón de Moctezuma, hecho conde de Moctezuma de Tultengo); y Agustín de Echeverz, gobernador del Reino de Nuevo León, se le concedió el título de marqués de San Miguel de Aguayo ), entre muchos otros.
El mayor número de títulos nobiliarios novohispanos se crearon en el siglo XVIII bajo los monarcas Borbones españoles y se sumaron a ellos con la afluencia de nobles extranjeros a México.
Los títulos nobiliarios de la Nueva España fueron:

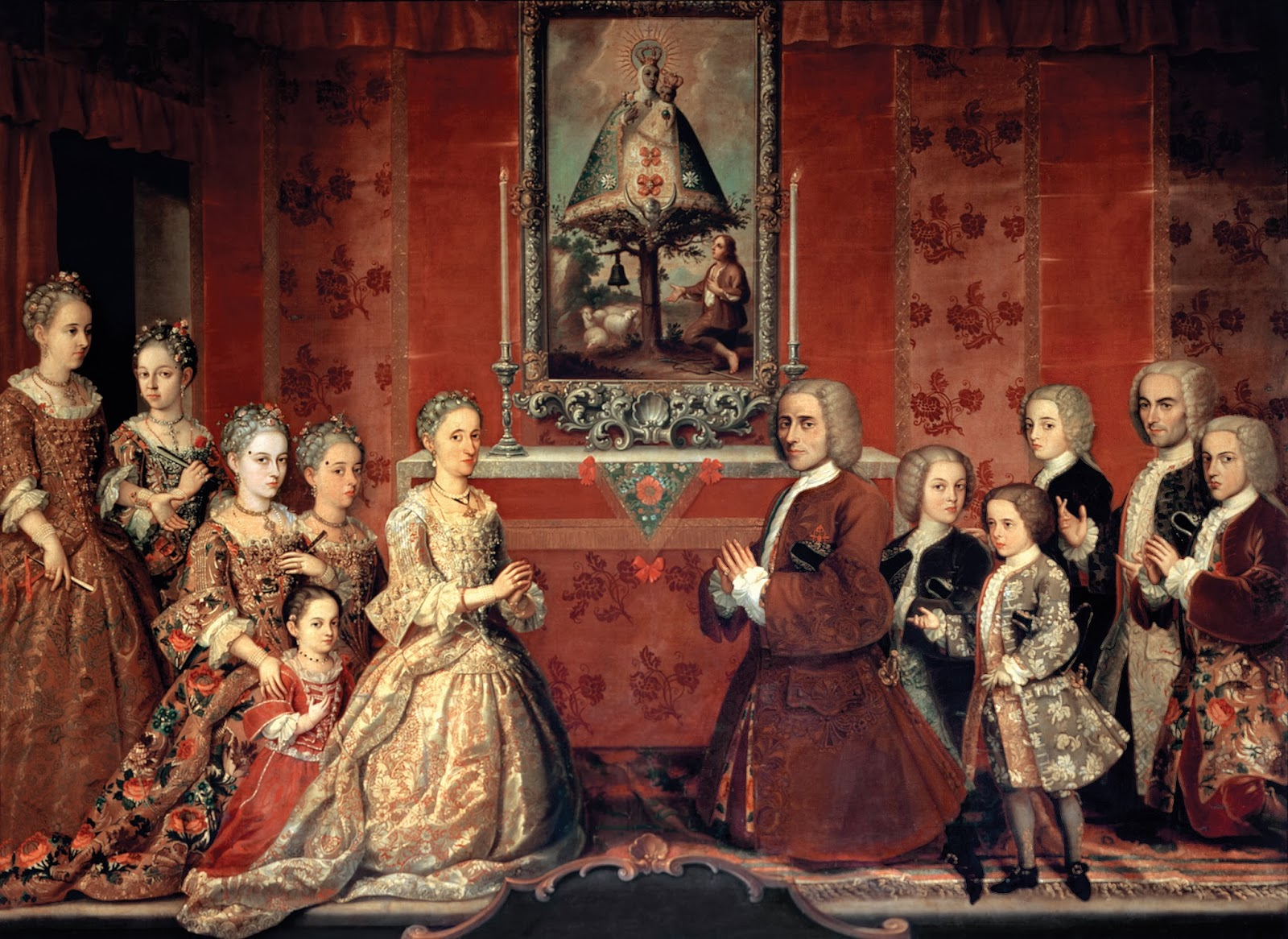
Retrato de la familia Fagoaga cuyo hijo mayor llegó a ser el I marqués del Apartado.

- Marqués del Valle de Oaxaca (1529); Hernán Cortés y descendientes
- Marqués de Salinas de Río Pisuerga (1609); Altamirano de Velasco, Cervantes
- Conde de Santiago de Calimaya (1616); Altamirano de Velasco, Cervantes
- Marqués de Villamayor de las Ibernías (1617); Pacheco
- Conde del Valle de Orizaba (1627); Rincón Gallardo
- Conde de Moctezuma (1627) GE; Moctezuma de la Cueva
- Marqués de San Miguel de Aguayo (1683); Echevers
- Conde de Miraflores (1689); Garrastegui
- Marqués de la Villa de Villar del Águila (1689); Urrutia
- Conde de Miravalle (1690); Dávalos Bracamonte
- Marqués de Santa Fe de Guardiola (1691); Padilla, López de Peralta, Cervantes
- Marqués de Altamira (1704); Sánchez de Tagle
- Marqués de las Torres de Rada (1704); Lorenzo de Rada [10]
- Marqués de Sierra Nevada (1708); Ruiz de Tagle
- Marqués de Salvatierra (1708); Cervantes
- Duque de Atrisco (1708); GE; Sarmiento, Romay-Sotomayor
- Conde de Ledesma de la Fuente (1710)
- Marqués de Villa Hermosa de Alfaro (1711); Rincón Gallardo
- Conde de San Mateo de Valparaíso (1727); Landa y Escandón
- Marqués de Acapulco (1728); de la Cerda
- Marqués de San Clemente (1730); Busto
- Marqués de las Salinas (1733); Pérez de Tagle
- Conde de Revillagigedo (1749); Revillagigedo
- Marqués de Rivascacho (1764); Cervantes
- Conde de Regla (1768); Romero de Terreros, Rincón Gallardo
- Marqués del Apartado (1772); Fagoaga, Campero
- Conde de la Presa de Jalpa (1775); Cervantes
- Marqués de San Cristóbal (1777); Romero de Terreros, Rincón Gallardo
- Marqués de San Francisco (1777); Romero de Terreros
- Marqués de Guanajuato (1798); Siles
- Conde de Pérez Gálvez (1805); Pérez-Gálvez
- Marqués de Guadalupe Gallardo (1810); Rincón Gallardo
- Marqués de Yermo (1810); Gabriel de Yermo y descendientes (con derecho a elegir denominación)
- Conde de Heras-Soto (1811); Heras Soto, García Pimentel.

### La nobleza en el proceso de Independencia

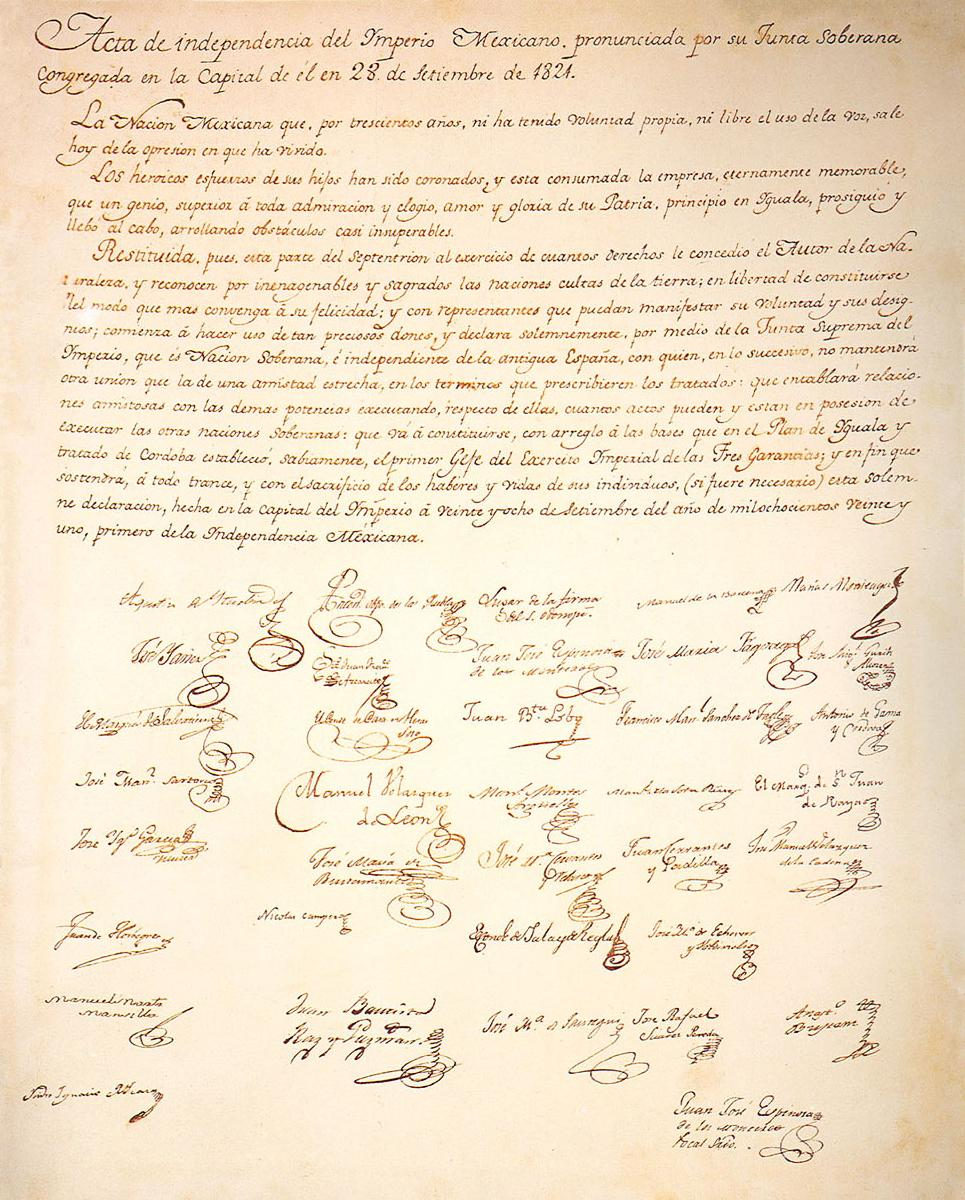
La Declaración de Independencia del Imperio Mexicano

El proceso de independencia mexicano, así como otros en la antigua América española, fue liderado por miembros de la nobleza local, en su mayoría la nobleza criolla. Inicialmente, miembros de la nobleza provincial como Miguel Hidalgo, Ignacio Allende y otros, estuvieron entre los primeros en formar una insurrección contra el control napoleónico sobre España y su Imperio (iniciando con la Máscara de Fernando VII). Sin embargo, otros miembros de la nobleza, como el futuro emperador Agustín de Iturbide, Ignacio de Elizondo, el conde de Casa Rul, entre otros, encabezaron la resistencia realista novohispana contra los antiguos insurrectos. Cuando la resistencia española a Napoleón se reunió en la ciudad de Cádiz en el año 1812 para formar lo que más tarde se llamaría las Cortes de Cádiz, se convocó a representantes de todos los puntos del Imperio para organizar y financiar la resistencia (así como para definir la Primera Constitución del Reino de España firmada en 1812). Este proceso contó también con destacados miembros de la nobleza novohispana, como José María Gutiérrez de Terán (quien ejerció como presidente de las Cortes), Octaviano Obregón (nieto del I conde de La Valenciana), Miguel Ramos de Arreola Arizpe (él mismo descendiente de Bartolomé de Medina), José Simeón de Uría y Berrueco (vicepresidente de las Cortes y defensor de la igualdad racial), José Miguel Gordoa (presidente de las Cortes, más tarde obispo de Guadalajara), etc.

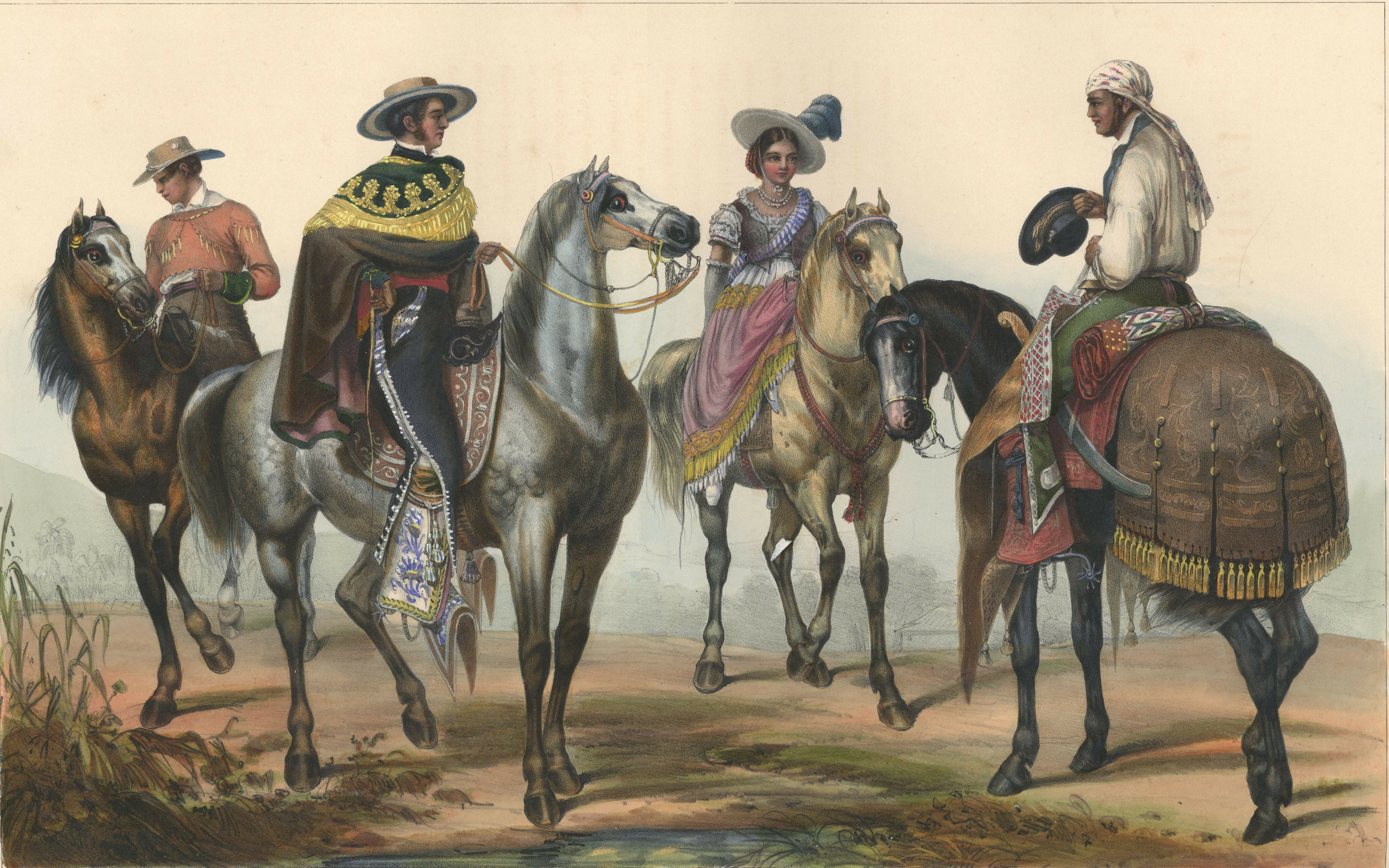
Representación de Carl Nebel del propietario de una hacienda y su mayordomo. Miembros de está clase social fueron quienes apoyaron la Independencia de México

Casi diez años después de la caída de la primera insurrección, Agustín de Iturbide, entonces comandante de las fuerzas españolas en el centro de México, encabezó la rebelión definitiva contra el dominio español, con la ayuda de muchos otros nobles con y sin título. Entre los firmantes de la Declaración de Independencia de México se encuentran Juan José Espinosa de los Monteros, el marqués de Salvatierra de Peralta, José María Fagoaga (sobrino del marqués del Apartado), el conde de Heras Soto, Francisco Manuel Sánchez de Tagle (de la familia del marqués de Altamira y del conde de San Mateo de Valparaíso), el marqués de San Juan de Rayas, el conde de Santiago de Calimaya-Marqués de Salinas del Río Pisuerga, Juan Cervantes y Padilla (de la última familia),José Manuel Velázquez de la Cadena (de una de las familias prominentes de México), Nicolás Campero y Bustamante (pariente de los condes de Alcaraz y Casa Flórez), el conde de Regla, el marqués de San Miguel de Aguayo, Anastasio Ruiz de Bustamante (más tarde presidente de México), etc.

## Nobleza del Imperio Mexicano

### Primer Imperio 1821-1823

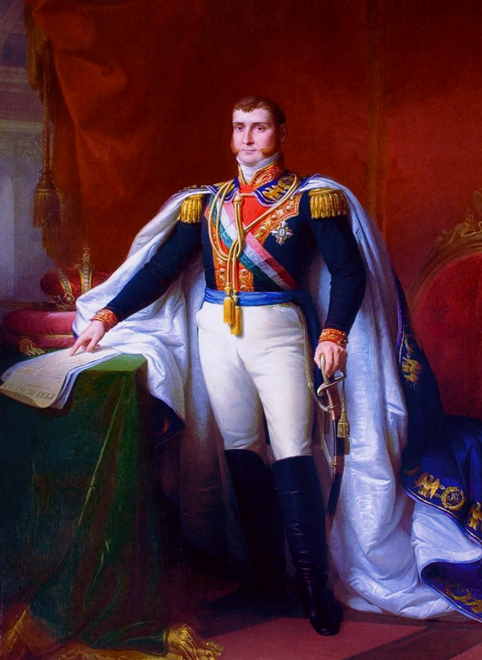
Emperador Agustín I de México (1822-1823)

La independencia del Imperio Mexicano de España se produjo como una emancipación de potencias con una continuidad del sistema político, social, económico y religioso precedente. El primer tratado de independencia, conocido como Tratado de Córdoba, proponía el traslado del rey Fernando VII de España de Europa a México (con el título de Emperador de México), emulando el traslado de Pedro IV de Portugal a Brasil hace unos meses antes, debido al auge del liberalismo en la Península ibérica. El rey sin embargo, nunca se embarcó hacia México, para lo cual se nombró una regencia, y tras un levantamiento social, se buscó un nuevo emperador que luego proclamó en la figura de Agustín de Iturbide. Fue el comandante militar que, una vez realista, se volvió y lideró el proceso de independencia (él mismo miembro de la clase hidalga). El nuevo emperador reconoció todos los títulos nobiliarios preexistentes, así como las condiciones nobiliarias prescritas por el derecho español, y sólo concedió unas pocas dignidades principescas a los miembros de su familia (incluidos sus hijos y su padre, que fue proclamado «Príncipe de la Unión»), así como otros tres títulos nobiliarios, todos ellos ratificados por el Congreso, como el de marqués de Samaniego del Castillo (que ya estaba en trámite ante la Corona española). También se crearon títulos de caballería, entre los que destaca la Orden Imperial de Guadalupe.
A la caída del Primer Imperio Mexicano le siguió la prohibición del uso de títulos nobiliarios, a partir de la Primera República Mexicana, acción a la que respondieron muchos nobles con la unión del prefijo «ex» a sus títulos («exmarqués de...», «exconde de...», etc).

#### La Casa Imperial de Iturbide

Las Armas de la Casa de Iturbide, con la Corona Imperial de México como escudo.

El Congreso Constituyente otorgó títulos nobiliarios a la Familia Imperial el 22 de junio de 1822:

- Artículo 1°. La Monarquía Mexicana además de ser Moderada y Constitucional, también es hereditaria.
- Artículo 2°. La Nación llama a la sucesión de la Corona, por muerte del actual Emperador, a su hijo primogénito el señor Don Agustín Jerónimo José de Iturbide y Huarte. La Constitución del Imperio fijará el orden de suceder del trono.
- Articulo 3°. El Príncipe heredero se habría de denominar Príncipe Imperial y tendrá el tratamiento de Alteza imperial.
- Articulo 4°. A los hijos e hijas legítimos del Emperador se llamarán Príncipes Mexicanos, con tratamiento de Alteza.
- Artículo 5°. Se le concede el título de Príncipe de la Unión, con tratamiento de Alteza, al señor Don José Joaquín de Iturbide y Arreguí, Padre del Emperador.
- Artículo 6°. Se concede el título de Princesa de Iturbide, con tratamiento de Alteza, a la señora Doña María Nicolasa de Iturbide y Arámburo, hermana del Emperador.

Donde el título nobiliario de príncipe o princesa mexicano sería otorgado a los hijos e hijas legítimos del Emperador, el de princesa de Iturbide a la hermana del Emperador y el de Príncipe de la Unión al padre del Emperador que provenía de sangre noble. Sin embargo, tras la caída del Primer Imperio, la familia imperial fue exiliada de México, residiendo primero en Italia y Reino Unido, posteriormente, se mudó a los Estados Unidos de América. El ex-emperador de México fue ejecutado poco después de su regreso a México. La jefatura de la casa pasó entonces a su hijo mayor Agustín Jerónimo de Iturbide, quien había sido proclamado anteriormente Príncipe Imperial por el Congreso en 1822. 
En respuesta a la expedición de las Leyes de Reforma, el Partido Conservador promulgó el «Plan Definitivamente Regenerador»  que proponía investir al Príncipe Imperial Agustín Jerónimo de Iturbide como Emperador de México, él cual debería contraer matrimonio con una indígena mexicana en caso de estar soltero, pero debido a que Estados Unidos comenzó a apoyar al Partido Liberal durante la Guerra de Reforma, el Partido Conservador buscó el apoyo de Francia, donde Napoleón III les ofreció 2 candidatos para que sea el Emperador de México; Felipe de Flandes (hermano de Carlota) y Maximiliano de Habsburgo (esposo de Carlota). Al final, el Rey Leopoldo I apoyó a su hija Carlota ante Napoleón III.
En 1865, una vez establecido el Segundo Imperio mexicano bajo la Casa de Habsburgo-Lorena (ver más abajo), Agustín (hijo de Agustín Jerónimo), Salvador y Josefa de Iturbide fueron proclamados príncipes de Iturbide con el tratamiento de alteza tras concretar el Pacto de Chapultepec el 9 de septiembre de 1865 entre la Familia Iturbide y SS.MM.II Maximiliano y Carlota para honrar la memoria de S.M.I Agustín de Iturbide por los justos títulos que tuvo para reclamar la gratitud de la Nación, y la adopción de los nietos del mismo como príncipes herederos al trono ante la imposibilidad de engendrar de SS.MM.II para asegurar la sucesión mexicana con la memoria del consumador de la Independencia de México por el lazo histórico de unión de todos los mexicanos por el «Plan de Iguala» asignando al pequeño Agustín de Iturbide como heredero primero y a Salvador de Iturbide como heredero segundo, unificando así al Primer y Segundo Imperio Mexicano.

- Artículo 1°. S.M. dará una alta posición a los dos nietos del Emperador, D. Agustín y D. Salvador, así como también a la hija del mencionado Emperador, Dª. Josefa de Iturbide.
- Artículo  2°. Proveerán SS. MM. a los gastos de educación de los mencionado dos nietos del Emperador Agustín, adecuada a su rango, así como a los de mantenimiento de los mismos y de Dª. Josefa.
- Artículo. 3°. En muestra de la especial protección y favor que S.M. quiere dispensar a los mencionados nietos del Emperador, don Agustín y don Salvador, S.M. se constituye tutor y curador de ellos, nombrando a Dª. Josefa de Iturbide co-tutora.

Tras la caída del Segundo Imperio mexicano, los dos nietos de Iturbide adoptados por Maximiliano de Habsburgo se exiliaron en el extranjero, cuyos descendientes del Príncipe Salvador de Iturbide continúan en el extranjero hasta la fecha. Durante el Porfiriato, Agustín, príncipe de Iturbide, nieto de Agustín I e hijo adoptivo de Maximiliano I, quien se había graduado en la Universidad de Georgetown, renunció a su pretensión al trono y al título. Regresó a México y sirvió como oficial en el ejército mexicano. Pero en 1890, tras publicar artículos críticos con el presidente Porfirio Díaz, fue arrestado acusado de sedición y condenado a catorce meses de prisión. Regresó a la Universidad de Georgetown, como profesor de lengua española y francesa, y murió sin descendencia en 1925. Aún subsisten varias ramas, sobre todo a través del otro hijo adoptivo Salvador, siendo registradas y reconocidas por el Almanaque de Gotha.

### Segundo Imperio 1863-1867

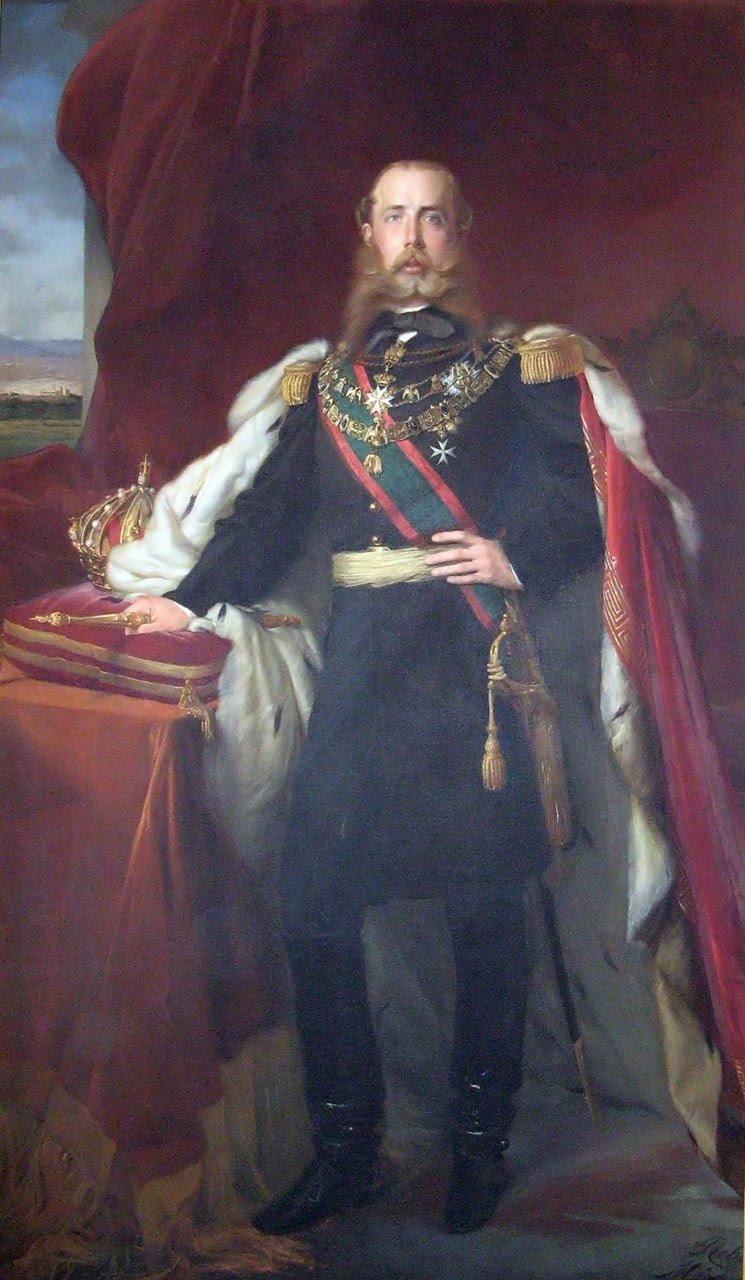
Emperador Maximiliano I de México (1864-1867) de Franz Xaver Winterhalter

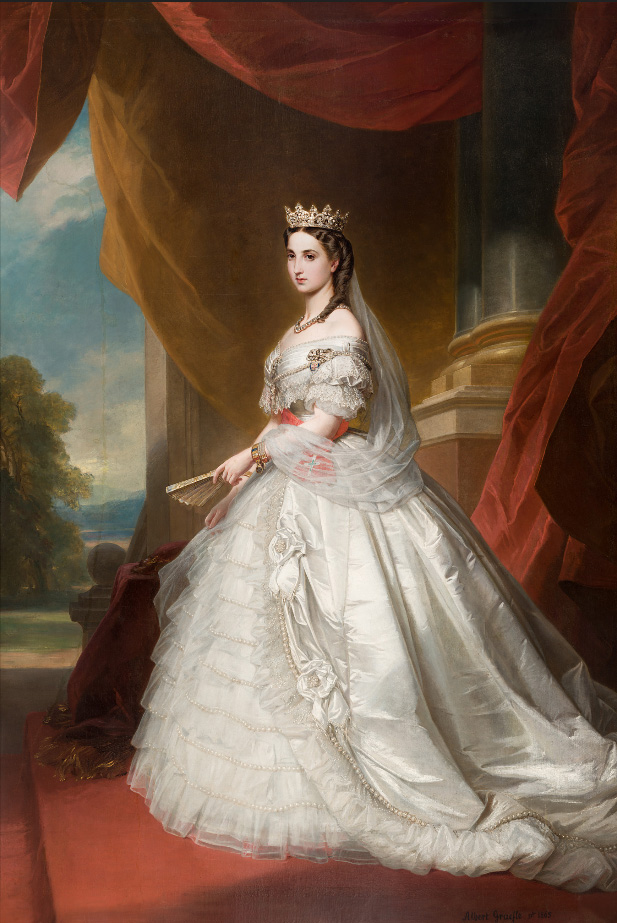
Retrato de la emperatriz Carlota de México, 1865, que cuelga en el Castillo de Chapultepec, Ciudad de México. Tuvo muchas damas de honor de la nobleza mexicana.

El siglo XIX fue una época de gran agitación política y militar en México, con repetitivas guerras contra el Reino de España, el Reino de Francia y los Estados Unidos de América, así como guerras internas provocadas por las diferentes visiones que tenían las clases dominantes. sobre el modelo ideal de la nueva nación. Después de haber perdido más de la mitad de su territorio a manos de los Estados Unidos de América y de enfrentarse a una deuda financiera insoportable, algunos creían que la restauración de una monarquía estable era la mejor opción para restablecer el orden en un país devorado por sus diferencias irreconciliables. En 1859, el archiduque Maximiliano de Habsburgo-Lorena, virrey de Lombardía-Venecia (hermano del emperador Francisco José de Austria ) fue abordado por primera vez por monárquicos mexicanos liderados por José Pablo Martínez del Río, con una propuesta para convertirse en emperador de México. La familia Habsburgo había gobernado el Virreinato de Nueva España desde su establecimiento.
La búsqueda de la restitución de la monarquía había comenzado mucho antes, desde la deposición del emperador Agustín I por el general Antonio López de Santa Anna (escrito como «Su Alteza Serenísima» por el Congreso mexicano), quien prefirió, como muchos otros, la candidatura de un Borbón o príncipe Habsburgo (por su relación histórica con el Imperio español), en lugar de la de un hidalgo provincial local. Después de muchas negociaciones entre Napoleón III, sus partidarios mexicanos y potencias extranjeras, la candidatura de Maximiliano fue aceptada y llegó a México en 1864.
Varios miembros de la antigua nobleza mexicana se entusiasmaron con la restitución monárquica e incluso viajaron al Castillo de Miramar para ofrecer oficialmente la corona mexicana al archiduque y su esposa Carlota de Bélgica (hija del rey Leopoldo I de los belgas).
Contrariamente a las expectativas de sus partidarios conservadores, el nuevo emperador era de tendencias liberales, que hizo poco para reforzar los poderes de los conservadores, la Iglesia católica o la antigua nobleza mexicana (que eran sus únicos partidarios). Durante su corto reinado restableció la Orden Imperial de Guadalupe (que también había estado activa durante el gobierno de López de Santa Anna), también fundó la Orden Imperial del Águila Mexicana (precedente de la actual Orden del Águila Azteca), y la Orden Imperial de San Carlos (entregada a damas de la Corte y a princesas extranjeras). Durante su breve Imperio, la Corte Imperial estuvo llena de nobles austriacos, alemanes, franceses e italianos (varios de los cuales permanecieron en México después de la caída del Imperio), que a veces estaban en desacuerdo con los antiguos nobles mexicanos. Invitó a políticos liberales a su gobierno y a su corte, y a menudo les dio membresía en las Órdenes Imperiales, además de nombrar a sus consortes damas de honor de la Emperatriz. Aunque su Corte reconoció implícitamente todos los títulos preexistentes (así como los de los extranjeros que lo acompañaban), no se hizo nada para darles estatus oficial, y los únicos títulos nuevos que se crearon fueron los de los príncipes Iturbide. El propio emperador y la emperatriz no tuvieron descendencia (aunque hubo rumores de un aborto espontáneo),[cita requerida] lo que dejó a la casa imperial sin un sucesor directo.

## Familias nobles mexicanas notables
Las principales familias nobles activas en la política, la economía, el clero, las artes y la cultura de México entre los siglos XVII y XIX incluyeron: De la Llamosa, Gómez de Cervantes, Romero de Terreros, de la Cámara o Cámara, Rincón-Gallardo, Riverol, Pérez Gálvez., Rul, Vivanco, La Canal, Cañedo, Fernández de Jáuregui, Obando, Fernández de Córdoba, Gómez de Parada, Lara, Lorenz de Rada, Pérez de Salazar, Ruiz de Velasco, Valdivieso, De Haro y Tamariz, Fagoaga, Echeverz, Dávalos de Bracamonte, Peón, Gutiérrez-Altamirano, Castañiza, Gómez de la Cortina, Urrutia, Velasco, Moncada, Diez de Sollano, de Busto y Moya, Reynoso y Manso de Zúñiga, Capetillo, de la Parra, Villaseñor-Cervantes, Villaseñor-Jasso, López de Zárate, Camino, Caserta, Trebuesto, Ruiz de Esparza, García de Teruel, Espinosa de los Monteros, Vizcarra, Rábago, Sardaneta, Martínez del Río, Ozta, Azcárate y Ledesma, de la Torre Ledesma, Molina Flores, Vera Martinez y Cazarez, Samaniego del Castillo, Lemus, Mier, De la Maza, González de Betolaza, López de Peralta, Padilla, Diez-Gutiérrez, Flores-Alatorre, Cosío, Rivadeneyra, de la Cotera, de la Campa y Cos, Rodríguez Sáenz de Pedroso, Padilla, Rivascacho, Villar-Villamil, Rodríguez Rico, Sánchez de Tagle, Báez de Benavides, Cabrero, Hurtado de Mendoza, López-Portillo, García Pimentel, Meade, Sánchez-Saráchaga, Sainz-Trápaga, Villaurrutia, Errazu, Escandón, Heredia de la Pierre, Quintanar, Beovide, Álvarez de Medina, Sánchez de Aldana, Siles, Yermo, de Yturbe, de Béistegui, de Rivera, Zubaran-Capmany y Sánchez-Navarro, entre otros.
Miembros de las familias Rincón Gallardo, Fagoaga y Pimentel («marqués de Guadalupe» y «marqués del Apartado») actuaron en el gobierno de la Ciudad de México, la Secretaría de Relaciones Exteriores, el Senado, las fuerzas armadas, y la «Academia de la Lengua» o la «Sociedad de Geografía e Historia». Muchos viajaron y vivieron en el extranjero, a menudo en París, Londres y Madrid. Muchos hombres de estas familias estudiaron en escuelas públicas o privadas británicas, como era costumbre desde antes de la independencia.

## República Mexicana
A principios del siglo XX, la nobleza mexicana –tanto con título como sin título– estaba formada por aproximadamente el 1,5% de la población de México, o aproximadamente 200 000 personas. La Constitución Política de México prohíbe expresamente al Estado reconocer (u otorgar) cualquier título nobiliario desde 1917. Los mexicanos también tienen prohibido aceptar distinciones extranjeras sin autorización del Congreso de la Unión.

## Nobleza extranjera en México
A lo largo del siglo XIX varios individuos mexicanos y sus descendientes recibieron títulos de nobleza de naciones extranjeras, entre ellas el Vaticano, el Reino de España y otras. Además, muchos portadores de títulos extranjeros se han mudado a México durante su larga historia.

### Nobleza pontificia
Los títulos pontificios de nobleza los concedía el papa como jefe de Estado de los Estados Pontificios. Estos títulos a veces se conocen como «títulos negros» e incluyen los títulos del marqués de Barrón, conde de Subervielle, conde del Valle (familia Fernández del Valle), duque de Mier, entre otros. Muchas de estas familias formaban parte anteriormente de la clase hidalga mexicana y española, mientras que otras procedían de Francia u otros países.

### Nobleza española

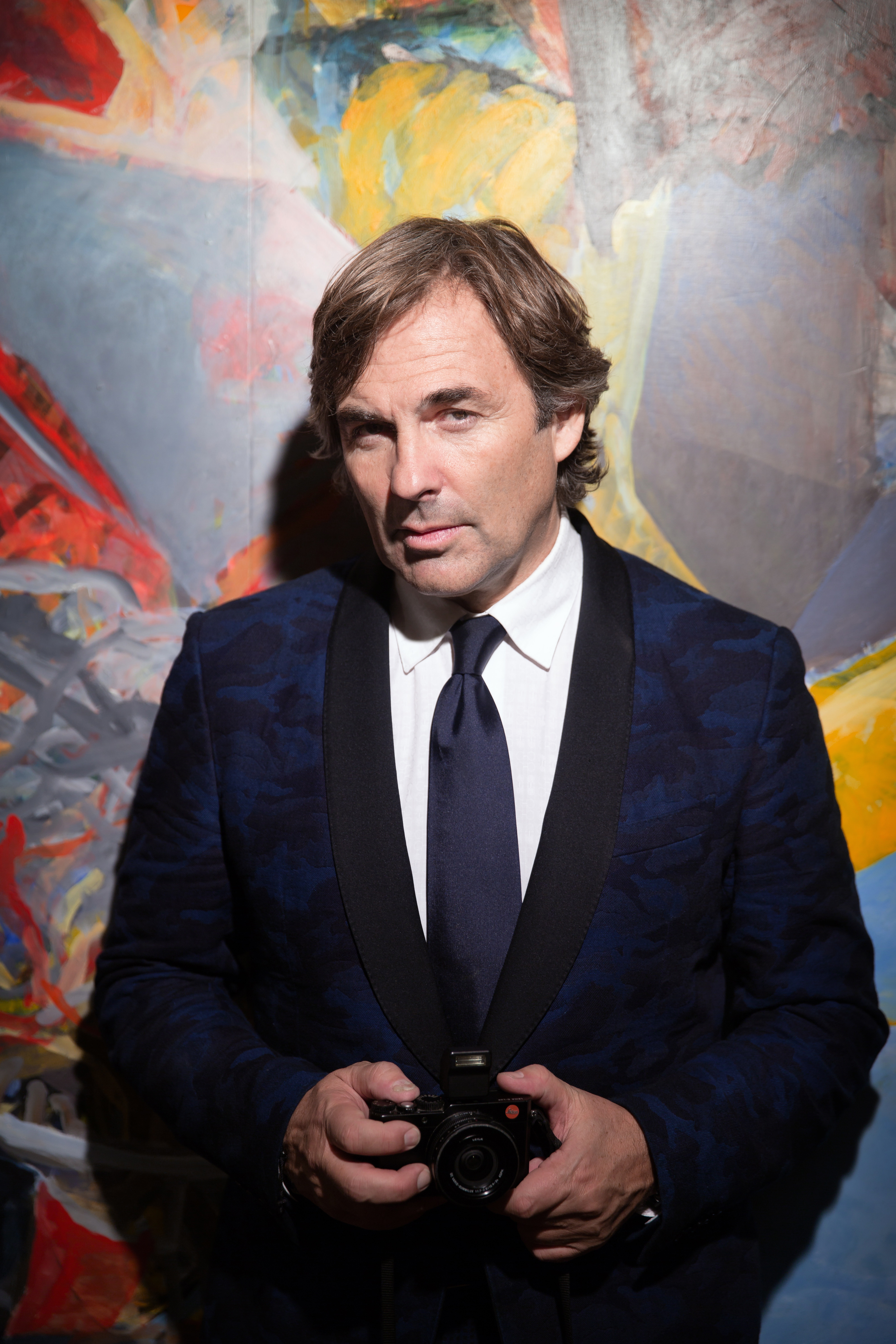
El príncipe Hubertus von Hohenlohe-Langenburg ha representado a México en los Juegos Olímpicos de Invierno de 1984, 1988, 1992, 1994, 2010 y 2014

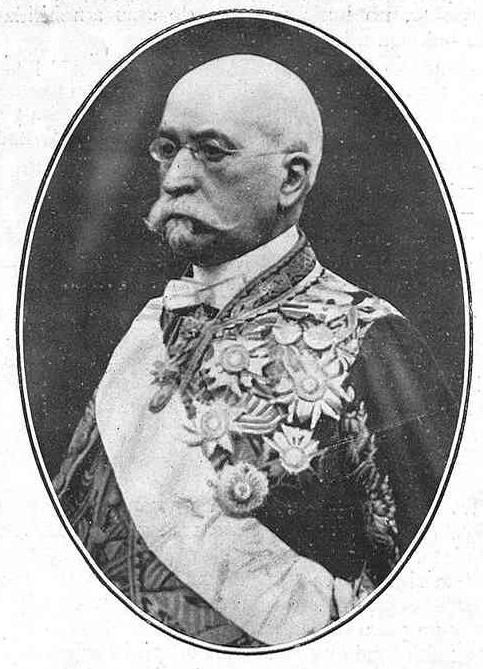
Don Ventura García-Sancho e Ibarrondo, nacido en México, primer conde de Consuegra, duque de Nájera, grande de España (jure uxoris)

Varios títulos que existían en la época del dominio español sobre México todavía están legalmente reconocidos hasta el día de hoy por España, aunque muy pocos continuaron transmitiéndose después de su prohibición en México, cayendo en manos de parientes españoles lejanos u oscuros que gastar grandes sumas de dinero para rehabilitarlos durante los siglos XIX y XX.
Además, algunas familias mexicanas que se establecieron permanente o temporalmente en España después de la Independencia mexicana continuaron recibiendo distinciones y títulos de nobleza de los monarcas españoles, como el duque de Regla, grande de España, marqués de Morante, Francisca Agüero y González,duquesa de Prim), grande de España, marqués de Bermejillo del Rey, entre otros. Otros mexicanos adquirieron sus títulos jure uxoris (mediante matrimonio), transmitiéndolos a sus descendientes, como el duque de Castro-Terreño, grande de España, marqués de Montehermoso, conde de Triviana, conde de Echauz y conde de Ezpeleta de Veire, todos en poder de la familia mexicana Sánchez-Navarro. Ventura García-Sancho e Ibarrondo (1837-1914), nacido en México, ambos recibieron el título español de conde de Consuegra y se convirtieron en duque de Nájera, grande de España), también marqués de Aguilar de Campoo, entre muchos otros títulos a través del matrimonio (transmitido a sus descendientes).
Otros miembros de la nobleza española se trasladaron a México por diferentes motivos, llevándose consigo sus títulos y legándolos a sus descendientes mexicanos. Estos incluyen al duque de Sessa, grande de Espala, el conde de Altamira, el duque de Huete, grande de España, entre muchos otros.

### Nobleza francesa

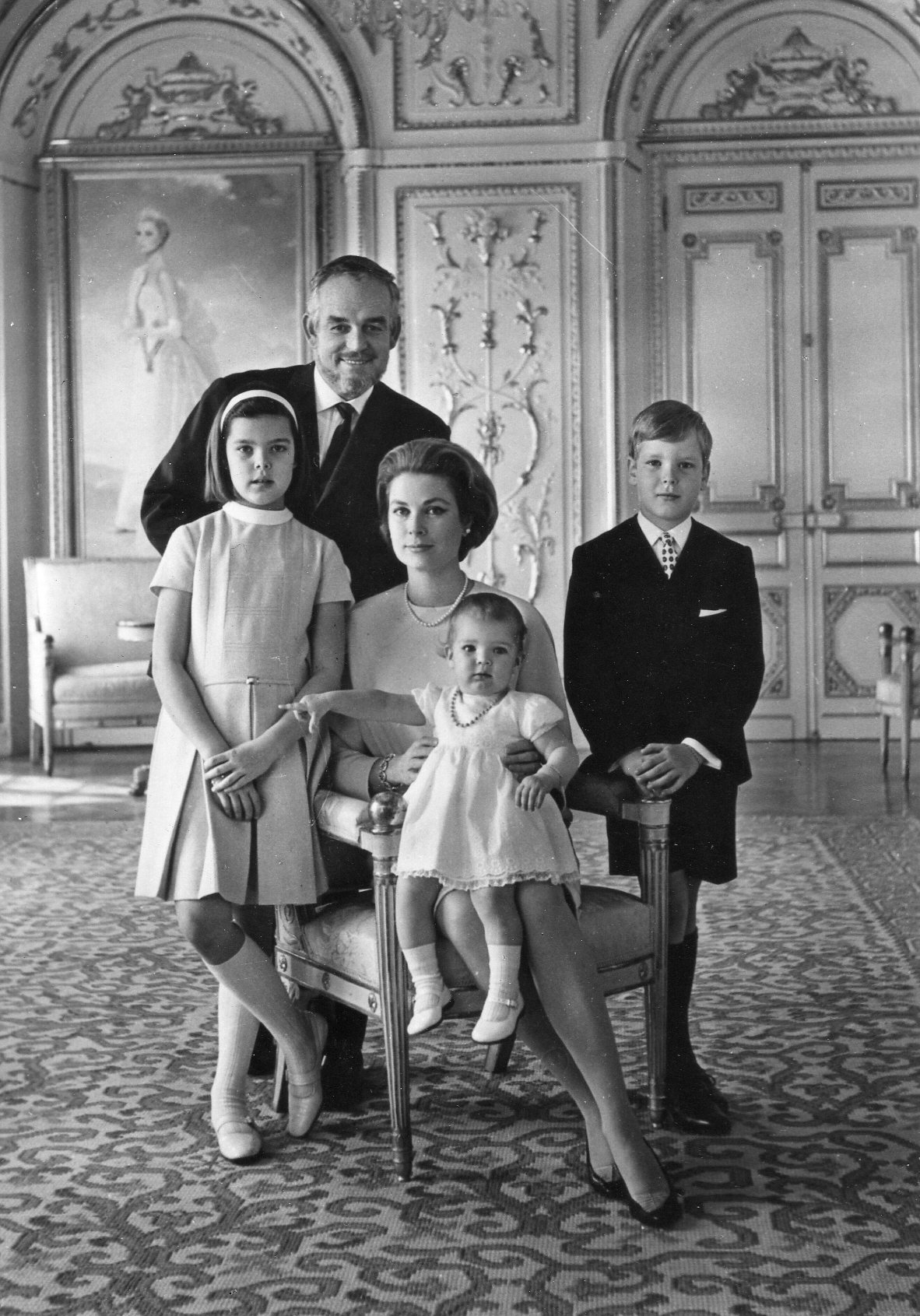
El príncipe Rainiero III de Mónaco era hijo del aristócrata mexicano-francés Conde Pierre de Polignac.

Varios miembros de la nobleza francesa se trasladaron a México en diferentes momentos de la historia, entre ellos los descendientes de Louis Jucherau de Saint-Denis, los del conde Melchior de Polignac (a través de su matrimonio con Susana de la Torre y Mier, hermana de Ignacio de la Torre y Mier), incluido su hijo el príncipe Pierre, duque de Valentinois, y a través de él la actual casa Principesca de Mónaco.

### Nobleza austríaca
El archiduque Félix de Habsburgo y su esposa, la princesa Ana Eugenia d'Arenberg, se establecieron en México después de la caída del Imperio austríaco en 1918, y la mayoría de sus descendientes permanecieron en México desde entonces. El archiduque Félix era hijo de (Carlos I de Austria y IV de Hungría, el último emperador de Austria y sobrino bisnieto de Maximiliano I de México.

### Nobleza italiana
Miembros de la nobleza italiana estuvieron presentes en México ya en el siglo XVI, incluido un contingente de banqueros genoveses que financiaron parcialmente la expedición de Cortés (los genoveses representaban un tercio de las tropas de Cortés). La princesa María Beatriz de Saboya, hija del último rey de Italia, Humberto II, también se instaló en México tras la caída de la monarquía italiana, habiéndose casado en Ciudad Juárez con el diplomático argentino Luis Reyna-Corvallán. Otros miembros de la nobleza italiana incluyen miembros de Mapelli-Mozzi, Caravita di Sirignano y muchos otros. A finales del siglo XIX, el marqués de Grimaldi era uno de los mayores terratenientes del Estado de Veracruz.

### Nobleza polaca

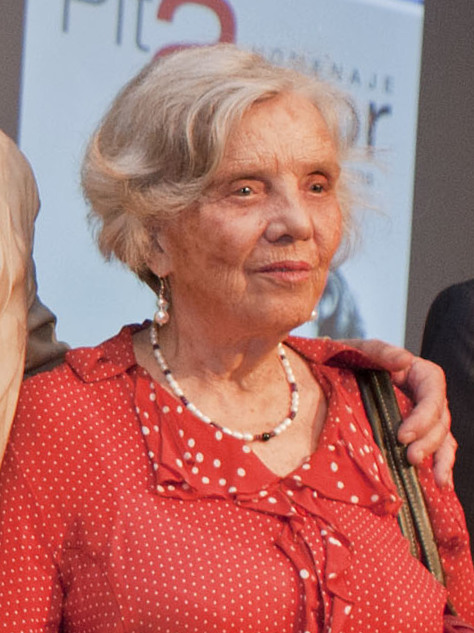
La autora mexicana Elena Poniatowska es descendiente directa del príncipe Kazimierz Poniatowski, hermano del rey Estanislao II, último monarca electivo de la Mancomunidad Polaco-Lituana

La autora mexicana de origen francés Elena Poniatowska (apodada «La Princesa Roja») es hija del príncipe Jean-Joseph Poniatowski y de María Dolores Amor e Yturbe, nacida en México, prima de Carlos de Beistegui.